# Hamadoun Dicko
Hamadoun Dicko fue un político maliense nacido en 1924 en Diona (en el entonces Sudán francés, hoy Malí), y fallecido en 1964 en Kidal.

## Biografía
Hijo de un jefe de aldea, nació en 1924 en la aldea fulani de Diona. Estudió en la escuela de Douentza, y luego en Mopti, y cursó estudios secundarios en el liceo Terrasson de Fougères (Bamako). Continuó en la Escuela Normal William Ponty en Dakar. Fue designado maestro de escuela en 1947, ejerciendo por primera vez en Bafoulabé y luego en Kolokani.

## Carrera política
Fue elegido diputado al parlamento francés en 1951 por la lista del Partido Sudanés Progresista (PSP), liderado por Fily Dabo Sissoko. El PSP era partidario de la plena aplicación de la Constitución francesa de 1946, y de una reforma económica y social: un código del trabajo, incentivo a la educación, recuperación y equiparación de las pensiones de los excombatientes, modernización del transporte, reforma fiscal, nuevo régimen de tenencia de la tierra que reconociera los derechos de los nativos, desarrollo de cooperativas, y la hegemonía por sobre su partido rival, la Unión Sudanesa - Coalición Democrática Africana (US-RDA, de Modibo Keita).
Con su banca en el parlamento francés, forma parte del bloque del partido SFIO, siendo el diputado más joven, y formará parte de la Comisión de pensiones y de la Comisión de inmunidad parlamentaria, y más tarde, en 1954, de la Comisión de territorios de ultramar, de la que será secretario a partir del 19 de enero de 1955. Desde allí propondrá que a la ciudad de Segou se le otorgue el pleno estatus de comuna.
Es reelecto diputado en 1956, estando segundo en la lista del PSP. Sin embargo el partido es superado por la lista del US-RDA. Tras esta elección, Dicko integrará nuevamente la Comisión de territorios de ultramar.
El 1 de febrero del mismo año es nombrado Secretario de Estado para la Industria y el Comercio, durante el gobierno Guy Mollet. El 17 de marzo, fue nombrado Secretario de Estado de la Presidencia, cargo que ocupó hasta el 13 de junio de 1957. Luego se convirtió en Secretario de Estado de Ultramar del 17 de junio hasta el 6 de noviembre de 1957, durante el gobierno de Maurice Bourgès-Maunoury, y Secretario de Estado para la Educación Nacional desde el 18 de noviembre de 1957 hasta el 14 de mayo de 1958, en el gobierno de Félix Gaillard.
Después de la independencia de Malí, en 1960, se convirtió en un adversario del presidente Modibo Keita. Dicko y Dabo Sissoko fueron acusados de instigar las protestas de comerciantes ocurridas en Bamako el 20 de julio de 1962. Los comerciantes habían marchado sobre la sede de la policía en Bamako para exigir la liberación de su líder, Kassoum Touré, detenido unas horas antes por su oposición a la creación del Franco maliense. Se les acusa de organizar un complot y atentar contra la seguridad del Estado, y son procesados junto a otros opositores por un Tribunal de ciudadanos entre el 24 y el 27 de julio de 1962. El tribunal delibera el 1 de octubre de 1962, y condena a la pena de muerte Hammadoun Dicko, Fily Dabo Sissoko y Kassoum Touré. Ante la presión internacional, la pena será conmutada por la de trabajos forzados a perpetuidad.
Murió en prisión en Kidal en 1964, presuntamente ejecutado.